# Mohini Bhardwajová
Mohini Bhardwajová (nepřechýleně Bhardwaj; * 29. září 1978 Filadelfie) je někdejší americká sportovní gymnastka.

## Život
Její matkou je ruská přistěhovalka do New Yorku, kde učila jógu. Postupně konvertovala k hinduismu a za manžela si vzala Inda. Na letních olympijských hrách 2004, které se konaly v Athénách, reprezentovala Mohini spolu s Anniou Hatchovou, Terin Humphreyovou, Courtney Kupetsovou, Courtney McCoolovou a Carly Pattersonovou svou zemi v soutěži družstev a vybojovaly stříbrnou medaili. Mezi diváky při zdejších závodech seděla také Pamela Anderson, která byla Mohininou mentorkou a přispěla také finančním obnosem na rozvoj jejího talentu. Ta jí za to pozvala na své olympijské vystoupení.
Vedle tohoto úspěchu získala ještě v roce 2001 v soutěži družstev bronzovou medaili na mistrovství světa ve sportovní gymnastice.